# Leandro Maeder
Leandro Pink (Leo) Maeder (vermoedelijk Bern, 14 december 1987) is een Amerikaans fotomodel van Italiaanse, Zwitserse en Nederlandse komaf. Hij is een kleinzoon van de Nederlandse acteur Rutger Hauer.

## Levensloop
Maeder is een zoon van Aysha Hauer, dochter van Rutger Hauer, en de Italiaan Olimpio Monticelli. Op jonge leeftijd verhuisde hij met zijn ouders naar Los Angeles. Leandro is afgeleid van de bloem oleander en Pink is van de rockband Pink Floyd. Op tweejarige leeftijd werd hij uit huis geplaatst en vanaf zijn zestiende zat hij op een privéschool voor moeilijk opvoedbare kinderen, vertelde hij op 5 augustus 2007 in een interview met De Telegraaf. Zijn vader keerde terug naar Rome toen Maeder elf jaar oud was. Vandaar dat hij diens naam heeft laten vallen en voor Maeder heeft gekozen. Zijn adoptiemoeder heet Kathleen O'Leary.

## Fotomodel
Maeder werd in 2005 ontdekt door een scout van Blue Model Management in Beverly Hills. Hij verdiende toen de kost door voor zeven dollar per dag vloeren te dweilen in een bagelwinkel. Zijn eerste klus was een fotoshoot voor de Amerikaanse keten Target. Inmiddels is hij het gezicht van merken als Dsquared2, Roberto Cavalli en Dolce & Gabbana.

## Noot
1. ↑  Rutger Hauers goddelijke kleinzoon - De Telegraaf, 5 aug 2007 (Internet Archive)